# Wojskowy Klub Wioślarski w Poznaniu

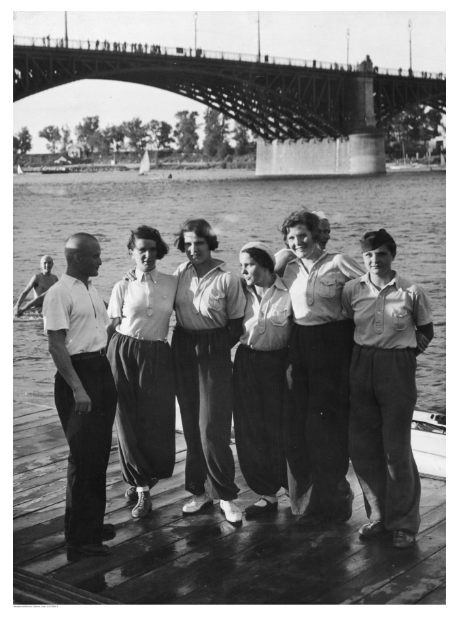
Wioślarki WKW Poznań na regatach w Warszawie

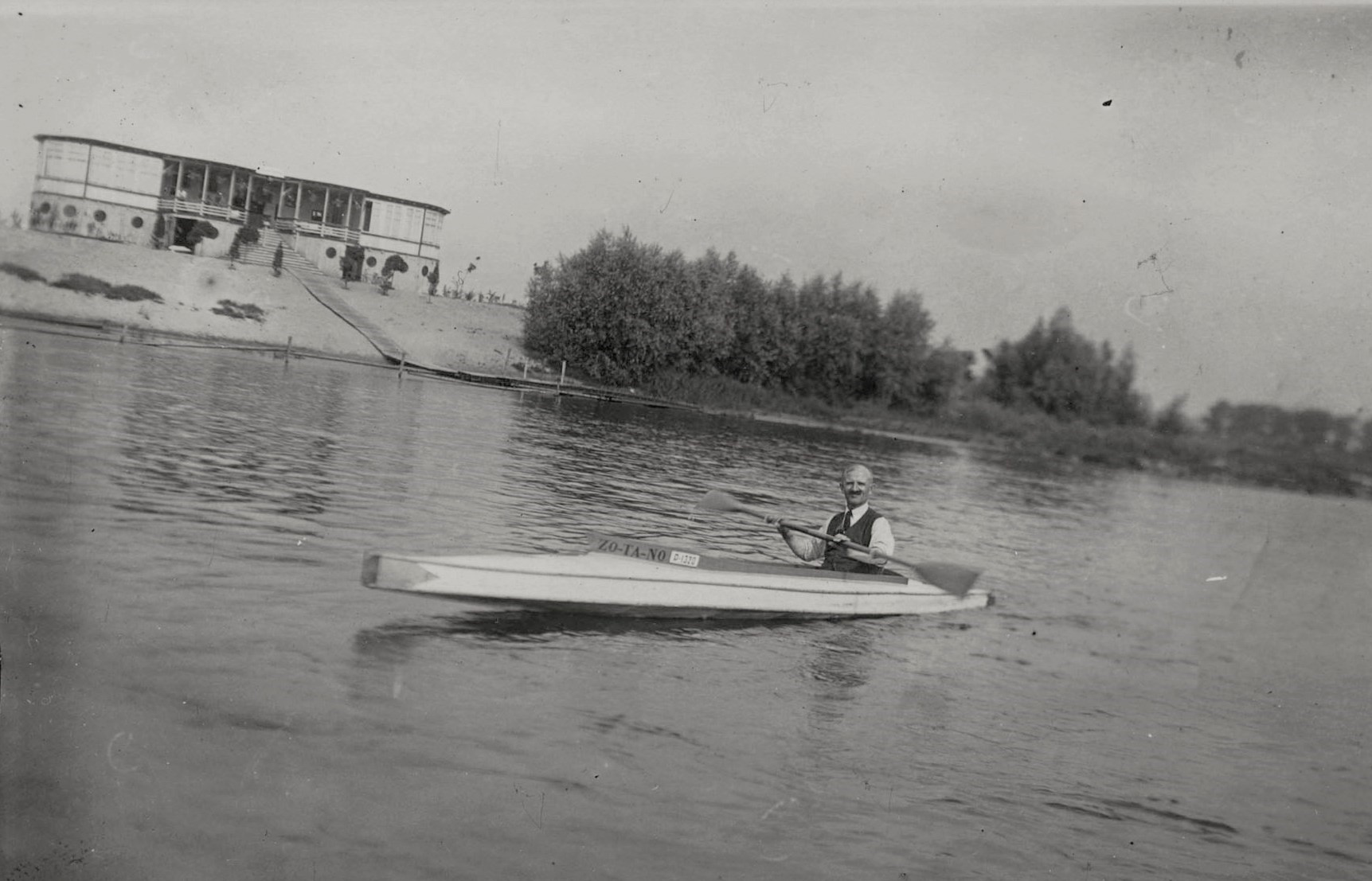
W tle przystań w 1938

Wojskowy Klub Wioślarski w Poznaniu (zwany też: Wojskowym Klubem Sportowym w Poznaniu) – klub wioślarski, a następnie dwusekcyjny, założony w 1924 roku w Poznaniu. Rozwiązany po wybuchu  II wojny światowej.

## Historia klubu
Wojskowy Klub Wioślarski powstał w roku 1924, jako piąty polski klub wioślarski w Poznaniu (po KW 04, PTW Tryton, sekcji wioślarskiej AZS Poznań oraz TW Polonia). Inicjatorami założenia klubu byli pułkownicy Artur Górski i Ruszczewski oraz kapitanowie Różalski i Twardowski. Twórcy WKW realizowali wprowadzany od 1921 roku w polskiej armii plan usportowienia żołnierzy. 
Członkami klubu byli głównie oficerowie i podoficerowie wojska oraz ich rodziny. Finansowanie pochodziło z resortu wojskowego. W roku 1926 WKW wybudował nad Wartą przystań klubową, która od 1925 (czyli jeszcze w czasie budowy) do 1931 współdzielona była z sekcją wioślarską AZS Poznań. Przy przystani znajdowała się pływalnia wygrodzona na Warcie. W WKW Poznań istniała wioślarska sekcja kobieca. 
Kres działalności Wojskowego Klubu Wioślarskiego w Poznaniu położyła II wojna światowa.

## Wyniki sportowe
Sekcja wioślarska WKW Poznań odnotowywała następujące wyniki w rywalizacji sportowej Polskiego Związku Towarzystw Wioślarskich (miejsca w męskiej klasyfikacji klubowej, według tabel punktacyjnych PZTW za poszczególne lata; odrębna klasyfikacja kobieca tylko w wyraźnie wskazanych latach):
- w 1927 – 13. miejsce na 15 klubów[3],
- w 1928 i 1929 nie klasyfikowana[4][5],
- w 1930 – 10. miejsce na 22 kluby[6],
- w 1931 – 4. miejsce  na 27 klubów[7],
- w 1932 nie sklasyfikowana[8],
- w 1933 – 30. miejsce  na 42 kluby[9],
- w 1934 i 1935 nie sklasyfikowana[10][11],
- w 1936 – w rywalizacji męskiej klubu nie sklasyfikowano, zaś kobiety zajęły 12. (ostatnie) miejsce[12],
- w 1937 – 24. miejsce na 41 klubów, sekcja kobieca 9 na 15 klubów[13],
- w 1938 – 28. miejsce  na 44 kluby[14], kobiety 10 na 12 klubów[15],
- w 1939 – 22. miejsce na 36 klubów[16].

Spore wahania wyników klubów wojskowych w tamtym okresie wynikało głównie z faktu, iż zawodnikami byli żołnierze, których często przenoszono z garnizonu do garnizonu. Wiele klubów w rywalizacji PZTW nie uczestniczyło lub nie zdołało w danym roku zdobyć punktów.

## Inne sekcje
W WKW Poznań, oprócz wioślarskiej, działała jeszcze sekcja pływacka.